# Conradin Kreutzer
Conradin Kreutzer (2. november 1780 i Meßkirch—14. december 1849 i Riga) var en tysk komponist, søn af en møller. 
Hans forældre ønskede at han skulle være teolog, men han valgte tidligt musikken i stedet, og fik hurtigt skrevet et musikstykke. Sine studier fuldførte Kreutzer under Johann Georg Albrechtsberger i Wien, og i denne by levede Kreutzer derefter det meste af sit liv, i længere perioder som teaterkapelmester (således i flere år ved Kärntnerthor-Teater). 
Kreutzer var en meget produktiv komponist i omtrent alle musikkens genrer, og hans melodiøse, lidt sentimentale og på ingen måde dybtgående musik var særdeles yndet af hans samtid. Stor udbredelse fandt navnlig Nachtlager in Granada (1834) og musikken til Raimunds Verschwender samt nogle smukke mandskvartetter.